# Terpentin
Terpentin betegner to forskellige væsker, der fremstilles enten af træ eller af fossile kulbrinter. Terpentin fremstillet af træ hedder vegetabilsk terpentin, og terpentin fremstillet af stenkul hedder mineralsk terpentin. Terpentin bliver benyttet som opløsningsmiddel for oliemaling og lak og som råmateriale i kemisk industri. De kan også bruges som opløsningsmiddel for voks i polisher, vandfast cement, rengøringsmidler, desinfektionsmidler, gummiprodukter, tekstil m.m.

## Vegetabilsk terpentin
Vegetabilsk terpentin (terpentinolie) fås især fra forskellige arter af fyrretræer. Ved indsnit i stammen bringer man træet til at afsondre en harpiksholdig olie, som opsamles, renses og destilleres. Det rensede produkt indeholder ca. 70 procent harpikssyre og 30 procent æteriske olier, hvor monoterpenerne alfa- og betapinen udgør ca. 60-90 procent.
Vegetabilsk terpentin bruges blandt andet som opløsningsmiddel i lakker og maling. Nogle af de monoterpener, der indgår i vegetabilsk terpentin, er allergifremkaldende. Dampene er irriterende for hud, øjne, slimhinder og luftveje og kan give nyreskader ved indånding gennem længere tid. 
- Formel: cykliske monoterpener
- Massefylde: 0,9 (vand = 1)
- Flygtighed: 28 g/m³
- Damptryk: 0,5 kPa
- Flammepunkt: 35 °C
- Antændelsestemperatur: 253 °C
- Kogepunkt: 149 °C
- Smeltepunkt: -55 °C
- Opløselighed i vand: uopløselig
- Grænseværdi: 25 ppm (140 mg/m³)
- Lugtgrænse-dampmassefylde: 4,7 (luft = 1)
- LD50: 5.760 mg/kg (oral-rotte)

- Farlige koncentrationer: Det umiddelbart farlige niveau i luft for liv og helbred er 800 ppm.
- Skader ved indånding: Svie i næse, mund og svælg. Hoste og åndedrætsbesvær. Svimmelhed, hovedpine, kvalme og træthed.
- Skader ved hudkontakt: Affedter huden og giver svie, rødme og revnedannelse. Kan optages i organismen gennem huden.
- Skader på øjne: Svie, rødme, smerte og sløret syn.
- Skader ved indtagelse: Svie i mund og svælg samt mavesmerter. Fare for at væsken kommer i den gale hals med symptomer som hoste, åndedrætsbesvær og senere feber. Ved indtagelse af større mængder kan der opstå bevidstløshed.

## Mineralsk terpentin
Mineralsk terpentin udvindes ved tørdestillation af stenkul eller ved crackning af råolie. Det er en blanding af stoffer, der betegnes sådan: "Lavtkogende uspecificeret nafta. Et farveløst, raffineret råoliedestillat, der er fri for harske eller frastødende lugte, med kogepunktsinterval omtrent fra 149 °C til 204 °C". Mineralsk terpentin er derfor en blanding af forgrenede og ligekædede paraffiner, naftener, og aromatiske kulbrinter. Fordelingen af kulbrinter i traditionel mineralsk terpentin er ca.: 48% alkaner (hovedsageligt C9-12), 26% monocycloalkaner, 12% dicycloalkaner og 14% aromater. Benzenindholdet er sædvanligvis mindre end 0,1%. Den vekslende sammensætning gør det umuligt at opgive en præcis molekylvægt eller en kemisk formel, men det ses let, at de to produkter – vegetabilsk og meineralsk terpentin – ikke har meget andet til fælles end brugbarheden som organiske opløsningsmidler.
Terpentin fordamper hurtigt og er derfor meget brugt som malings- og lakeringsfortynder. I løbet af en tre timer er 80-90% af terpentinen fordampet. Den benyttes også til at fortynde andre produkter til at få den rette viskositet og til at rengøre malingsudstyr.
Mineralsk terpentin er optaget på listen over farlige stoffer (Bek. 439 af 3. juni 2002), hvor grænseværdien er fastsat til 25 ppm eller 145 mg/m³). Desuden er produktet betegnet som kræftfremkaldende, men da risikoen hænger sammen med benzenindholdet, behøver terpentiner med under 0,1 vægtprocent benzen ikke at bære advarslen om kræftfare.

## Eksterne links
- Indsatskort for uheld med vegetabilsk terpentin
- Indsatskort for uheld med mineralsk terpentin